# Unité urbaine de Donnemarie-Dontilly
L'unité urbaine de Donnemarie-Dontilly est une unité urbaine française centrée sur la commune de Donnemarie-Dontilly, dans le département français de Seine-et-Marne en Île-de-France.

## Données générales
Dans le zonage réalisé par l'Insee en 2010, l'unité urbaine était composée d'une seule commune.
Dans le nouveau zonage réalisé en 2020, elle est composée de deux communes, le périmètre ayant été étendu à la commune de Mons-en-Montois.
En 2022, avec 3 171 habitants, elle représente la 36e unité urbaine du département de Seine-et-Marne.

## Composition de l'unité urbaine en 2020
Elle est composée des deux communes suivantes :
| Nom                                | Code Insee | Département    | Statut       | Superficie (km2) | Population (dernière pop. légale) | Densité (hab./km2) | Modifier                                    |
| ---------------------------------- | ---------- | -------------- | ------------ | ---------------- | --------------------------------- | ------------------ | ------------------------------------------- |
| Donnemarie-Dontilly (ville-centre) | 77159      | Seine-et-Marne | ville-centre | 12,07            | 2 726 (2022)                      | 226                | modifier les données · modifier les données |
| Mons-en-Montois                    | 77298      | Seine-et-Marne | banlieue     | 6,23             | 445 (2022)                        | 71                 | modifier les données · modifier les données |

## Évolution démographique
| 1968  | 1975  | 1982  | 1990  | 1999  | 2008  | 2013  | 2019  |
| ----- | ----- | ----- | ----- | ----- | ----- | ----- | ----- |
| 1 913 | 2 054 | 2 109 | 2 621 | 3 018 | 3 233 | 3 391 | 3 220 |

#### Données générales
- Unité urbaine
- Aire d'attraction d'une ville
- Aire urbaine (France)
- Liste des unités urbaines de France

#### Données démographiques en rapport avec l'unité urbaine de Donnemarie-Dontilly
- Aire d'attraction de Paris
- Arrondissement de Provins

#### Données démographiques en rapport avec la Seine-et-Marne
- Démographie de Seine-et-Marne